# Comissió Nacional sobre la Desaparició de Persones
La Comissió Nacional sobre la Desaparició de Persones (Comisión Nacional sobre la Desaparición de Personas, en castellà) també coneguda com la CONADEP, va ser la comissió encarregada de reunir la informació necessària per jutjar els responsables de la dictadura militar que va governar l'Argentina des de 1976 fins al 1983, l'autoanomenat Procés de Reorganització Nacional. L'inform d'aquesta comissió, el Nunca Más, va ser fruit de milers d'hores de treball. Aquest recull de testimonis d'ex desapareguts, va ser clau per a dur a terme l'anomenat Judici a les Juntes, que va acabar amb l'empresonament dels màxims responsables de les Juntes de Govern de la dictadura.

## Integrants
- Ernesto Sábato (escriptor i president de la comissió).
- Ricardo Colombres.
- René Favaloro (metge).
- Hilario Fernández Long (enginyer).
- Carlos T. Gattinoni.
- Gregorio Klimovsky (filòsof).
- Marshall Meyer (rabí).
- Jaime de Nevares (Monsenyor).
- Eduardo Rabossi (filòsof).
- Magdalena Ruiz Guiñazú (periodista).
- Santiago Marcelino López.
- Hugo Diógenes Piucill.
- Horacio Hugo Huarte.

## Secretaris
- Graciela Fernández Meijide, recepció de denúncies.
- Daniel Salvador, documentació i processament de dades.
- Raúl Aragón, procediments.
- Alberto Mansur, assumptes legals.
- Leopoldo Silgueira, administratiu.